# 辛普森家庭：Springfield
《辛普森家庭：Springfield》是一款以美國動畫《辛普森家庭》為主題的iOS和Android免費增值手機遊戲。玩家可使用該動畫中的角色及建築物打造屬於自己的春田市。此遊戲通常以季節和節日劃分更新，例如感恩節和萬聖節的恐怖樹屋。遊戲支持多國語言，如英語、法語、土耳其語、意大利語、德語、中文、歐陸西班牙語以及歐洲葡萄牙語和巴西葡萄牙語。由EA Mobile開發及發行，iOS版本於2012年2月29日於歐洲發布，2012年3月1日在北美發布，Android版本於2013年2月6日在北美上發布. 。2013年6月24日在Kindle Fire上發布。根據EA Mobile估計，遊戲發行至今已獲益1.3億美元。
2024年9月26日，EA宣布《辛普森家庭：Springfield》於2024年10月31日後將停止遊戲內購買功能並從線上應用商店下架，並於2025年1月24日永久關閉遊戲。遊戲內原以真實現金購買的商品已經更改為遊戲幣交易。

## 遊戲設定
荷馬值勤時忙著玩myPad（iPad的惡搞）的小精靈遊戲時，忽視值勤而不注意引起核災，導致春田市徹底破壞。滯留在那兒，他全責重建春田市以及帶回鎮上的居民。荷馬不顧一切地尋找其他角色，以便讓他們重建家園，他也可以回來玩遊戲。在花枝的幫助下，荷馬重建了春田市，找回關鍵的角色們。

## 外部連結
- The Simpsons: Tapped Out （页面存档备份，存于） at Electronic Arts